# 公的職業安定組織

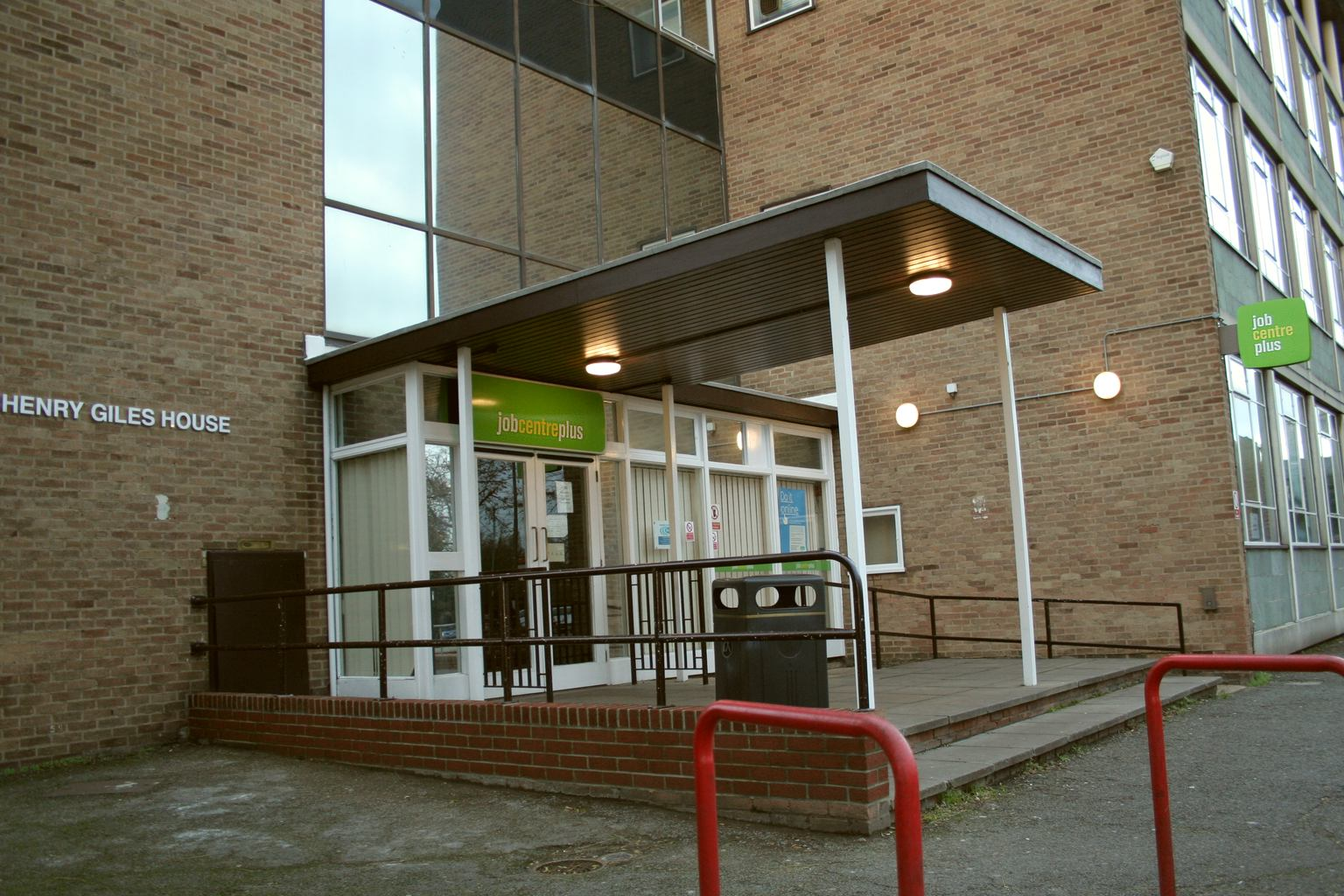
英国ジョブセンタープラス

公的職業安定組織（こうきょうしょくぎょうあんていそしき　英語：public employment service）とは、政府により運営される職業紹介事業。国際労働機関条約88条に基づき加盟国に設置され、無料で利用できる。
雇用の仲介を行うだけでなく、職業訓練の援助サービスも責務である。

## 国際労働条約
国際労働条約第88号では、公的職業安定組織が提供すべきサービスを定義している。日本はこれを批准している。

## 各国の公的職業安定組織

### 日本
日本においては、厚生労働省設置法23条に基づき設置される公共職業安定所（ハローワーク、英語：Hello Work）が該当する。

### イギリス
ジョブセンタープラス（jobcentre plus)

### ドイツ
アーゲントゥーア・フュア・アルバイト（Agentur für Arbeit:AA、雇用エージェンシー）。連邦雇用庁（Bundesagentur für Arbeit）が運営。連邦雇用庁が公社化する前はアルバイツアムト（Arbeitsamt、雇用局）と呼ばれていた。

### フランス
ポール・アンプロワ（Pole emploi）2008年12月19日に発足。（業務開始は2009年1月1日）
　フランスでは職業紹介業務はアンペ（ANPE, fr:Agence nationale pour l'emploi）という政府機関が行い、失業保険は全国商工業雇用連合（UNEDIC）及びその地方機関である商工業雇用協会（ASSEDIC）という労使が協約により設立した機関よって運営されていた。現在では政府機関として統合され、国家公務員による運営がなされている。統合前の2008年には合わせて4万5000人の職員数であったが、統合の際に3000人増員され現在では4万8000人で運営されている。統合に際しては経済協力開発機構の1994年雇用戦略及び2006年雇用戦略（1994年雇用戦略の改訂）においては職業紹介と失業給付の統合・一体化が求められていたことも背景にある。

### オーストラリア
公共職業安定機関は存在しない

### 韓国
雇用労働部傘下の、韓国雇用情報院が運営する「雇用センター」(ko:고용센터) が全国各地に設けられている。日本同様、職業紹介、雇用保険、失業保険の手続きを行っている。